# Runsvenska
Runsvenska är ett språk, eller en första period i det svenska språkets historia. Perioden inleds ca 800, då urnordiskan genomgått stora förändringar, och täcker den resterande tiden i Sverige när folkspråket endast skrevs med runor, varav namnet.
Runstenar slutade resas omkring år 1100,  men runorna fortsatte användas. Traditionellt avslutas perioden därför ca 1225, då äldre västgötalagen, den äldsta texten skriven med latinska bokstäver på svenska, skall ha sammanställts. Nationalencyklopedin anger istället 1100 som slut på perioden.

## Namnet
Namnet är egentligen felaktigt eftersom det knappast förekom några större skillnader mellan detta språk och det som i Danmark benämns rundanska. Idag använder man därför hellre termen fornöstnordiska. Detta språk stod i sin tur synnerligen nära den så kallade fornvästnordiskan, varför man brukar tala om dessa två som dialekter eller uttalsvarianter av ett språk man benämner fornnordiska. Under tidig vikingatid var skillnaderna mellan dessa två grupper obefintliga, varför ingen distinktion kan göras. Skillnaderna ökade dock efter hand, men blev inte så stora att man uppfattade dem som olika språk förrän under sen medeltid. Till exempel kunde en islänning som Snorre Sturlasson förstå den danske kungen under 1200-talets början. 

## Urnordiska till runsvenska
För 4 000 år sedan talade stora delar av Europa och även delar i Asien ett dotterspråk till det indoeuropeiska urspråket, vilket sedan utvecklades till flera olika språk, däribland nordgermanska. Man hade ett helt annorlunda uttal och annat vokalsystem än vad vi har idag.
Man vet mycket lite om hur urnordiskan såg ut. Några ledtrådar kan man få ifrån urnordiska lånord i finskan och samiskan. Några sådana finns än idag, till exempel finskans kuningas (kung), från urnordiskans kuningaz. Runsvenskan är mer lik dagens svenska än urnordiskan och vissa ord uttalas nästan likadant idag, till exempel vintr (vinter), siunka (sjunka), vantr (vante) och vredr (vred). I gotländskan säger man fortfarande ”auge” för öga och ”haim” för hem. Normalt beror sådana arkaiska drag på isolation, men gutarna var dock under en stor del av sin historia en köpmannanation bestående av handelsresande bönder. Forngutniska räknas ibland som en tredje dialekt jämte fornöstnordiska och fornvästnordiska.  
Urnordiskan ersattes troligen av runsvenskan någon gång runt år 800 då den äldre runraden på 24 tecken ersattes med det nyare på endast 16 tecken. Nu tillkom de nya ljuden ”y”, ”ä” och ”ö”. Man har hittills i Sverige funnit omkring 3 000 skrifter skrivna på runsvenska. En skillnad mellan runsvenskan och fornvästnordiskan är ordet "jak", vilket på modern svenska är "jag" och modern danska "jeg". I fornvästnordiskan användes ordet "ek", vilket på modern isländska har blivit "ég". I östnordiska språken föll tidigt ljudet "ei" bort, därav ord och namn som "Svein" och "Eirikr" blev "Sven" och "Erik". 
Runsvenskan har också fått en del lånord ifrån den tid då vikingarna gjorde sina resor i Europa, men också från de präster som under denna tid ville kristna Sverige. Några exempel på lånord är kyrka, själ, präst, djävul, klocka.

## Runor
Även om de latinska bokstäverna inte kom till Norden förrän efter vikingatiden så kunde nordborna redan skriva. Man skrev då med de germanska tecknen som kallas runor. Den äldsta runan som man har hittat är ristad för över 2000 år sedan. Resta stenar med runinskrift finns bara i de nordiska länderna.  Det fanns två olika sorters runor under runsvenskan: normalrunorna och rökrunorna. Det enda som skiljer runorna åt är utseendet; de kan kallas för olika handstilar. Nästan alla runristningar som finns kvar är uthuggna i sten, även om det var vanligare med ristningar i trä; eftersom träet ruttnar så finns nästan inga trärunor kvar. Ordet ”runa” betyder hemlighet. Alla gick inte över till latinska bokstäver vid den runsvenska tidens slut; pergament var dyrt, så allmogen fortsatte länge att rista meddelanden med runor på träbitar.

## Grammatik
Huvudartikel: Runsvensk grammatik

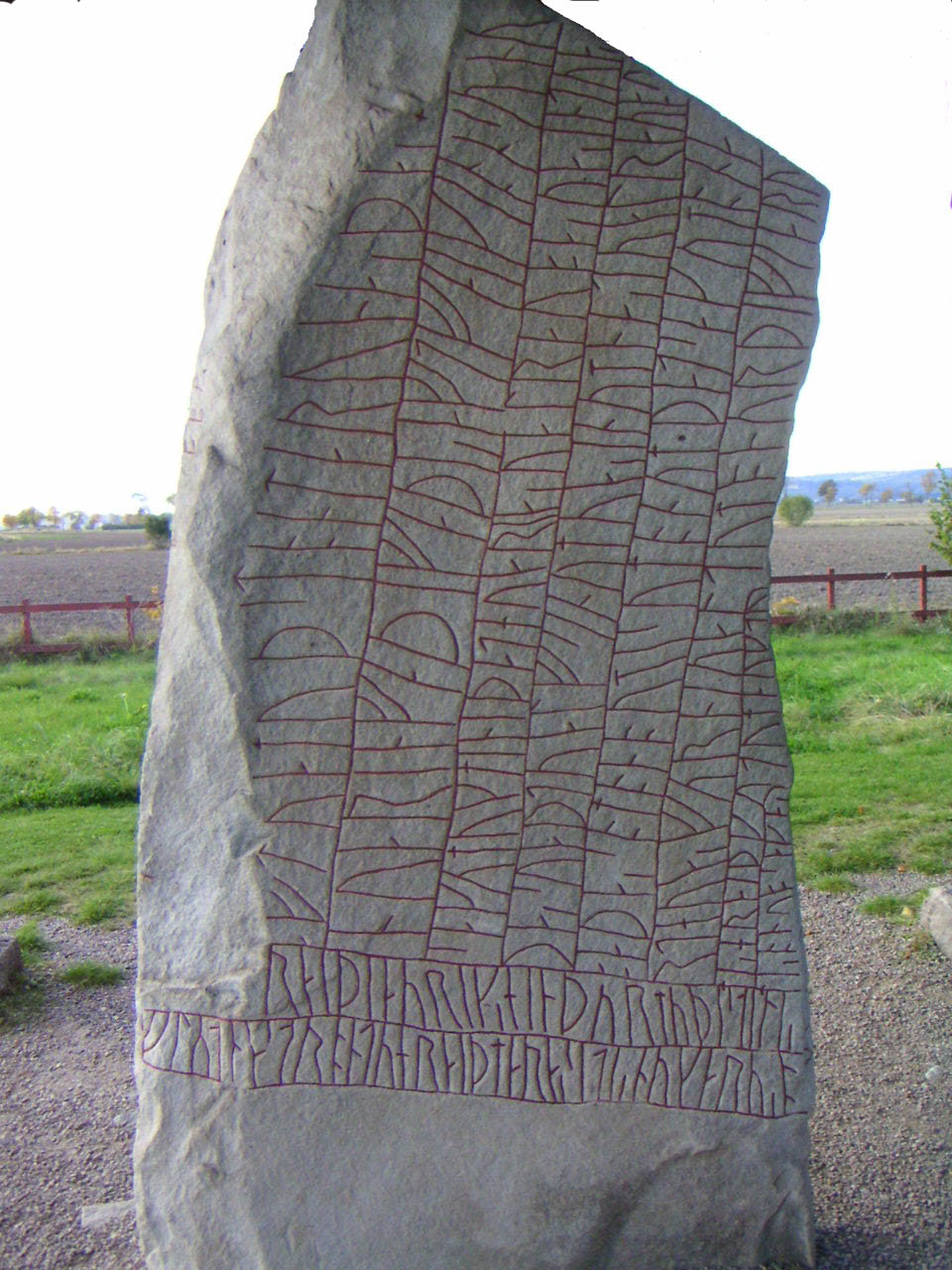
Rökstenen med Theoderiks-dikten.

Substantiven i runsvenska är kasusböjda efter genus.

### Exempel
Theoderiks-dikten på Rökstenen från omkring 800-talet:
Originaltext, fornöstnordiska:
raiþ þiaurikʀ hin þurmuþi stiliʀ flutna strąntu hraiþmaraʀ
sitiʀ nu karuʀ ą kuta sinum skialti ub fatlaþʀ skati marika
Standardisering, fornöstnordiska:
Ræið Þjōðrīkʀ hinn þurmø̄ði – stilliʀ flutna – strandu Hræiðmaraʀ.
Sitiʀ nu garuʀ ą̄ gota sīnum skjældi umb fatlaðʀ skæti Mæriŋga.
Översättning:
[Då r]ed Theoderik den djärve – sjökrigares konung – [över] Hreidhavets strand.
[Han s]itter nu rustad på sin gotiska häst, [med] sköld omgjordad, Märingars främste.
Þiaurikʀ tolkas oftast som Theoderik den store av östgoternas rike.